# Pellenes luteus
Pellenes luteus är en spindelart som beskrevs av Simon 1901. Pellenes luteus ingår i släktet Pellenes och familjen hoppspindlar. Inga underarter finns listade i Catalogue of Life.